# Starohnativka
Starohnativka (in ucraino Старогнатівка?) è un villaggio di 2 100 abitanti (nel 2001) dell'Ucraina orientale. Dal punto di vista amministrativo fa parte del distretto di Volnovacha nell'Oblast' di Donec'k.

## Storia
Il villaggio venne fondato nel 1782 da georgiani e valacchi, provenienti da Bachčysaraj, Kafi, Karasubazar e altri luoghi della Crimea. Il nuovo insediamento, che originariamente era costituito da soli 24 case, chiamato Hnativka faceva parte del distretto di Mariupol. La comunità georgiana chiamò Hyurdzhi l'insediamento che in georgiano significa Georgia.
In seguito il villaggio prese il nome attuale di Starohnativka.
Nell'ottobre del 1920 il villaggio venne liberato dall'Armata Rossa.

## Stemma
Lo stemma attuale di Starohnativka, venne adottato nel 1996 e rappresenta 2 lottatori con cintura nera nella parte superiore, mentre nella parte inferiore c'è una testa color argento di pecora. Autore è O. Kyryčok.